# Veyrières (Corrèze)
Veyrières – miejscowość i gmina we Francji, w regionie Nowa Akwitania, w departamencie Corrèze.
Według danych na rok 1990 gminę zamieszkiwało 71 osób, a gęstość zaludnienia wynosiła 17 osób/km² (wśród 747 gmin Limousin Veyrières plasuje się na 527. miejscu pod względem liczby ludności, natomiast pod względem powierzchni na miejscu 655.).